# Osbourne Fleming

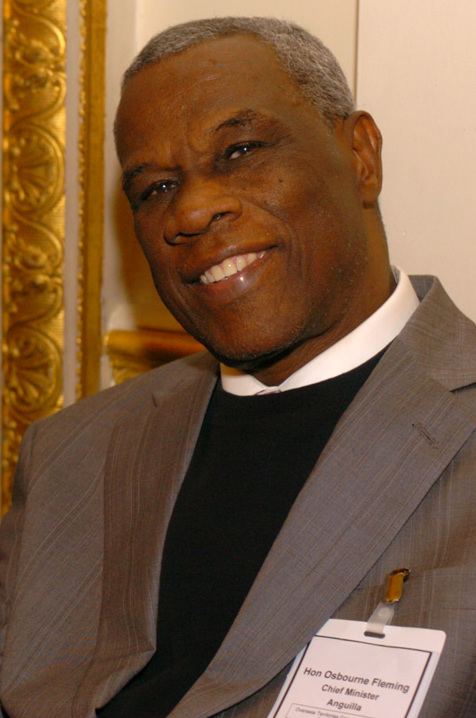
Osbourne Fleming (9. Dezember 2009)

Osbourne Berrington Fleming (* 18. Februar 1940 in East End, Anguilla) ist ein ehemaliger Politiker aus Anguilla, der zwischen 2000 und 2010 Chief Minister von Anguilla war.

## Leben

### Abgeordneter und Finanzminister 1984 bis 1994
Osbourne Berrington Fleming war als Unternehmer tätig. Er begann seine politische Laufbahn bei den Wahlen am 22. Juni 1981 für die Anguilla People’s Party (APP) im Wahlkreis District 2: Sandy Hill erstmals zum Mitglied des Legislativrates (Legislative Council) gewählt wurde. Zwei Jahre vor Ablauf der Wahlperiode wurden für den 9. März 1984 vorzeitige Neuwahlen anberaumt. Die oppositionelle Anguilla National Alliance (ANA) von Emile Gumbs gewann 53,8 Prozent der Stimmen, gegenüber 41,7 Prozent für die Anguilla People’s Party (APP) des bisherigen Chief Minister Ronald Webster. Die ANA nahm vier Sitze im siebensitzigen House of Assembly ein, während die APP zwei Mandate erhielt. Hubert Hughes kehrte als Parteiloser in das Parlament zurück. Fleming konnte für die APP seinen Sitz in der Versammlung verteidigen. Gumbs wurde daraufhin am 12. März 1984 als Chief Minister vereidigt. Die beiden erfolgreichen APP-Kandidaten Nashville Webster und Fleming unterstützten die ANA-Regierung. Fleming wurde von Chief Minister Gumbs anschließend zum Minister für Finanzen, Bildung und Gemeindeentwicklung ernannt. Hughes blieb damit das einzige Oppositionsmitglied in dieser Legislaturperiode. Bei den Wahlen am 27. Februar 1989 wurde die Anguilla National Alliance zur größten Partei und gewann drei der sieben Sitze im House of Assembly. Die Anguilla United Party (AUP) gewann zwei Sitze und die Anguilla Democratic Party (ADP) gewann einen Sitz.
Bei den Wahlen am 27. Februar 1989 wurde die Anguilla National Alliance zur größten Partei und gewann drei der sieben Sitze im House of Assembly. Die Anguilla United Party (AUP) gewann zwei Sitze und die Anguilla Democratic Party (ADP) gewann einen Sitz. Fleming kandidierte dieses Mal als Parteiloser im Wahlkreis District 2: Sandy Hill und konnte sich mit 212 Stimmen (67,52 Prozent) deutlich gegen George C. Hodge von der AUP durchsetzen, auf den 102 Stimmen (32,48 Prozent) durchsetzen. Er trat im Anschluss wieder der Regierung von Chief Minister Gumbs bei und übernahm wieder das Amt des Finanzministers.

### Oppositionsjahre
Am 16. März 1994 fanden in Anguilla die nächsten Wahlen zum House of Assembly statt. Trotz eines starken Rückgangs des Stimmenanteils der Anguilla United Party (AUP) gab der Verlust des Wahlkreises District 5: Road North an die Anguilla Democratic Party (ADP) genügend Sitze, um eine Koalitionsregierung zu bilden. Hubert Hughes von der Anguilla United Party (AUP), der auf einer Plattform für die Unabhängigkeit kandidierte, wurde nach den Wahlen zum Chief Minister ernannt. Die kleine Partei Anguilla for Good Government (AGG) ersetzte die Party for Anguilla’s Culturation and Economy (PACE) als vierte Partei, konnte jedoch wie ihre Vorgängerin kein Mandat gewinnen. Osbourne Fleming wurde im Wahlkreis District Nr. 2 Sandy Hill als Unabhängiger wiedergewählt. Er erhielt 250 Stimmen (56,56 Prozent) und schlug damit den für die AGG kandidierenden früheren Chief Minister Ronald Webster, der 192 Stimmen (43,44 Prozent) bekam.
Die nächsten allgemeinen Wahlen fanden am 4. März 1999 statt. Die Hauptparteien waren die AUP unter der Leitung von Chief Minister Hughes, die ADP mit dem jetzigen Finanzminister Victor Banks als Spitzenkandidaten und die ANA, deren Führung des Osbourne Fleming übernommen hatte. Die Koalition wies auf ihre wirtschaftlichen Erfolge und eine hohe Beschäftigung in der Kolonie hin, in der Offshore-Banken und Tourismus die wichtigsten Devisenquellen sind. Das Ergebnis war ein Sieg für die Regierungskoalition der Anguilla United Party und der Anguilla Democratic Party, die jeweils zwei Sitze gewannen. Die oppositionelle Anguilla National Alliance gewann drei Sitze. Fleming wurde in seinem Wahlkreis District 2: Sandy Hill mit 303 Stimmen (82,11 Prozent) mit absoluter Mehrheit wiedergewählt und schlug seinen parteilosen Herausforderer Clement Ruan deutlich, der 66 Stimmen (17,89 Prozent) erhielt. Nach der Wahl wurde Hubert Hughes wieder Chief Minister und übernahm zudem die Verantwortung als Minister für Inneres, Tourismus, Land, Arbeit und Einwanderung, während Victor Banks erneut zum Minister für Finanzen und wirtschaftliche Entwicklung ernannt wurde. Die Koalitionsregierung verlor jedoch bereits im Mai 1999 ihre Mehrheit durch den Rücktritt von Victor Banks. Hughes wurde nur noch von drei der sieben gewählten Mitglieder des Parlaments unterstützt. Er blieb als Ministerpräsident im Amt, aber ein im Juni 1999 eingeleiteter Boykott der Opposition verhinderte, dass das House of Assembly wegen mangelnden Quorums zusammentrat. Infolgedessen konnte der Haushaltsplan für das Jahr 2000 nicht verabschiedet werden.

### Chief Minister 2000 bis 2010

#### Erste Regierung Fleming 2000 bis 2005
Aufgrund der Regierungskrise fanden daher am 3. März 2000 vorgezogene Parlamentswahlen statt, nachdem nach nur zehnmonatiger Amtszeit Hughes im Januar 2000 bekanntgab, dass er sich für eine Parlamentswahl im März entschieden habe. Das ursprüngliche Datum der Wahl war der 10. März 2000, dies wurde jedoch von Gouverneur Robert Harris auf den 3. März 2000 festgesetzt. Die Wahl wurde damit vier Jahre früher anberaumt. Finanzminister Banks hatte sich der oppositionellen Anguilla National Alliance (ANA) angeschlossen. Nach dem Rücktritt von Banks hatte Hughes nur noch eine Minderheit von drei zu vier der gewählten Mitgliedern des Parlaments. Die vier Oppositionsmitglieder hatten das Parlament boykottiert, woraufhin Hughes Klage gegen den Sprecher des House of Assembly, Leroy Rogers einreichte, um das Parlament zu aktivieren. Der Sprecher hatte das Fehlen eines Quorums angeführt, was der High Court zugunsten des Sprechers bestätigte. Der Wahlkampf war geprägt von Karikaturen über Korruption in hohen Positionen, Missbrauch von Regierungsgeldern und Missbrauch ihrer Positionen durch Abgeordnete, indem das Parlament nicht erneut einberufen wurde, um den vom Hurrikan Lenny im November 1999 betroffenen Anguillanern zu helfen. Für die Wahl wurden achtzehn Kandidaten für die sieben Sitze nominiert. Die Anguilla National Alliance (ANA) unter der Leitung von Osbourne Fleming nominierte drei Kandidaten, die Anguilla Democratic Party (ADP) unter Führung von Victor Banks nannte mit ihm nur einen Bewerber, die Anguilla United Movement (AUM) des bisherigen Chief Minister Hughes nannte zwei Bewerber, die neue Movement for Grassroots Democracy (MGDR) unter John Benjamin nominierte zwei Kandidaten und die Anguilla Patriotic Movement (APM) nominierte ebenfalls zwei Kandidaten. Daneben bewarben sich acht unabhängige Kandidaten für die Wahl.
Die Anguilla United Front (AUF), eine Gruppe von Oppositionskräften aus Anguilla National Alliance (ANA) und Anguilla Democratic Party (ADP), erzielte bei den Wahlen einen knappen Sieg und gewann vier der sieben Sitze (ANA 3 Sitze, ADP 1 Sitz). Die Anguilla United Movement (AUM) des scheidenden Chief Ministers Hughes behielt ihre beiden Sitze. Der siebte Sitz ging an einen unabhängigen Bewerber Edison Baird. Wiederum wurde Fleming im Wahlkreis District 2: Sandy Hill mit 349 Stimmen (71,81 Prozent) wiedergewählt und lag damit deutlich vor Quincy Gumbs von der APM (90 Stimmen, 18,52 Prozent) und der Parteilosen Margaret Augustus (47 Stimmen, 9,67 Prozent). Die Wahl führte letztlich dazu, dass dieselben Politiker dem House of Assembly angehörten. Allerdings bildete Osbourne Flemings vals Chief Minister eine neue Regierung, die sich mit Victor Banks von der ADP zusammenschloss. Fleming wurde am 6. März 2000 als Chief Minister von Anguilla vereidigt und ernannte Banks zum Minister für Finanzen, wirtschaftliche Entwicklung, Investitionen und Handel.

#### Zweite Regierung Fleming 2005 bis 2010
Am 21. Februar 2005 fanden die nächsten regulären Parlamentswahlen statt. Die drei wichtigsten Parteien, die die Wahlen 2005 bestritten, waren nunmehr die Anguilla United Front (AUF) unter der Leitung von Chief Minister Fleming, die Anguilla United Movement, die von Hubert Hughes geführt wurde, und der von Edison Baird angeführten Anguilla National Strategic Alliance. Flemings Regierung, eine Koalition der Anguilla National Alliance und der Anguilla Democratic Party, hatte zuvor vier Sitze in der Versammlung inne, während die ANSA zwei und das AUM einen Abgeordneten stellten. Bei den Wahlen traten 25 Kandidaten für die sieben Sitze an. Die Themen im Wahlkampf reichten von wirtschaftlicher Diversifizierung bis hin zu schlechter Regierungsführung. Die regierende AUF wurde bestätigt und gewann vier der sieben bei den Wahlen. Chief Minister Fleming führte seine Partei zum Sieg über die AUM unter Hubert Hughes, der ANSA unter der Leitung von Edison Beard und der Anguilla Progressive Party (APP) unter der Leitung von Brent Davis. Die drei Oppositionsparteien gewannen jeweils einen Sitz. Alle sechs Abgeordneten, die für eine Wiederwahl antraten, behielten ihre Sitze bei den Wahlen. Die einzige Änderung fand im Wahlkreis District 3: Valley North statt, wo der vorherige Vertreter, Eric Reid, zurücktrat und von Evans McNeil Rogers abgelöst wurde. Fleming selbst gewann mit 309 Stimmen (68,82 Prozent) erneut den Wahlkreis District 2: Sandy Hill und setzte sich dieses Mal gegen Jerome Roberts von der APP (107 Stimmen, 23,83 Prozent) und George C. Hodge von der AUM (33 Stimmen, 7,35 Prozent) durch.
Der Tag nach der Wahl wurde zum Feiertag erklärt und die vier gewählten Mitglieder der Anguilla United Front wurden vom Gouverneur Alan Huckle als Regierung unter Chief Minister Osbourne Fleming vereidigt. Fleming berief Banks dieses Mal zum Minister für Finanzen, wirtschaftliche Entwicklung, Investitionen, Handel und Tourismus. Nach der Wahl verließ Albert Hughes die Anguilla Strategic Alliance und trat der Regierung bei. Dies bedeutete, dass die Opposition gleichmäßig zwischen der Anguilla Strategic Alliance und der Anguilla United Movement aufgeteilt war, sodass der Gouverneur keinen Oppositionsführer ernannte.
Ein Jahr vor der Wahl kündigte Chief Minister Osbourne Fleming, der auch Vorsitzender der Anguilla United Front (AUF) war, 2009 an, dass er sich nicht zur Wiederwahl stellen werde. Es wurde angekündigt, dass Finanzminister Victor Banks Fleming als Parteivorsitzender der AUF nachfolgen sollte. Am letzten Sitzungstag des Parlaments fanden am 4. Januar 2010 mit Gouverneur Alistair Harrison Gespräche zur Auflösung des House of Assembly zur Vorbereitung der Wahlen statt. Am darauf folgenden 5. Januar 2010 wurde durch Fleming der Wahltermin für den 15. Februar 2010 festgelegt. Aus der Wahl ging die AUM von Hubert Hughes als Siegerin hervor und erhielt vier Sitze der sieben Sitze. Die bislang regierende AUF von Victor Banks erhielt zwei Mandate, während die APP von Brent Davis einen Sitz bekam. Hubert Hughes wurde am 16. Februar 1010 als Nachfolger von Fleming als Chief Minister vereidigt und trat seine zweite Amtszeit an. Unmittelbar nach der Wahl trat Jerome Roberts, der einzige Abgeordnete der APP, als Kabinettsminister der AUM bei.